# Лутеция
Лутеция (на латински: Lutetia, понякога се среща и във формите Lutetia Parisiorum и Lucotecia) е името на град Париж през Античността.
Произходът и значението на името не са известени. Най-старите слоеве от населено място датират от IV хил. пр. Хр. Има следи от обитаване и от бронзовата, и от желязната епоха.
Топонимът „Лутеция“ е документиран за пръв път в съчинението на Гай Юлий Цезар „Записки за галската война“. Според него Лутеция е най-голямото селище на келтското племе паризии.